# Spoorlijn Hazebrouck - Boeschepe
De spoorlijn Hazebrouck - Boeschepe was een spoorlijn gelegen in het Noorderdepartement met als lijnnummer 299 000. De lijn liep van Hazebrouck naar de Belgische grens bij Boeschepe waar ze aansloot op spoorlijn 69. De lijn is nu geheel opgebroken.

## Geschiedenis
De lijn werd geopend op 10 juni 1870 en heeft een rijke geschiedenis, onder meer door het gebruik tijdens de Eerste Wereldoorlog en Tweede Wereldoorlog. De lijn kreeg toen de bijnaam Sporen tussen IJzer en Leie. Ze werd aangelegd door de private spoorwegmaatschappij Société des chemins de fer de la Flandre-Occidentale als onderdeel van de lijn Brugge – Kortrijk – Ieper – Poperinge - Hazebrouck. Dezelfde maatschappij legde ook de lijnen aan van Kortrijk naar Brugge (spoorlijn 66), van Roeselare naar Ieper (spoorlijn 64), van Ingelmunster over Tielt naar Deinze (73A en 73).
In 1954 werd het personenvervoer opgeheven, waarna er nog lokaal internationaal goederenvervoer plaatsvond. In 1970 werd het gedeelte tussen Caëstre en de grens gesloten en opgebroken; in 1990 volgde het resterende gedeelte tussen Hazebrouck en Caëstre.

## Aansluitingen
In de volgende plaatsen was er een aansluiting op de volgende spoorlijnen:
Hazebrouck
RFN 295 000, spoorlijn tussen Lille en Les Fontinettes
RFN 301 000, spoorlijn tussen Arras en Dunkerque
lijn tussen Hazebrouck en Merville
Boeschepe (grens)
Spoorlijn 69 tussen Y Kortrijk-West en Abele (grens)

## Galerij

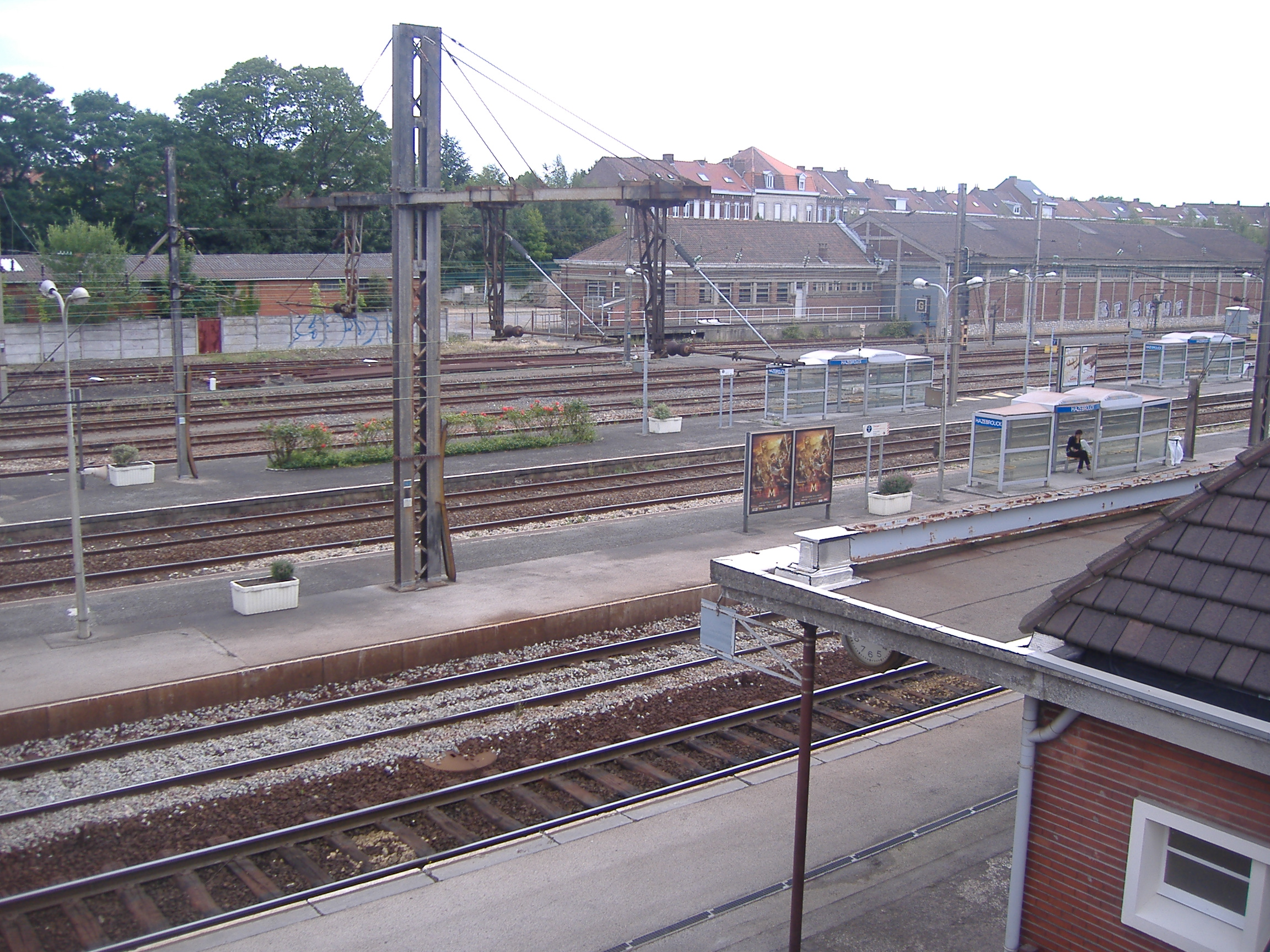
Station Hazebrouck
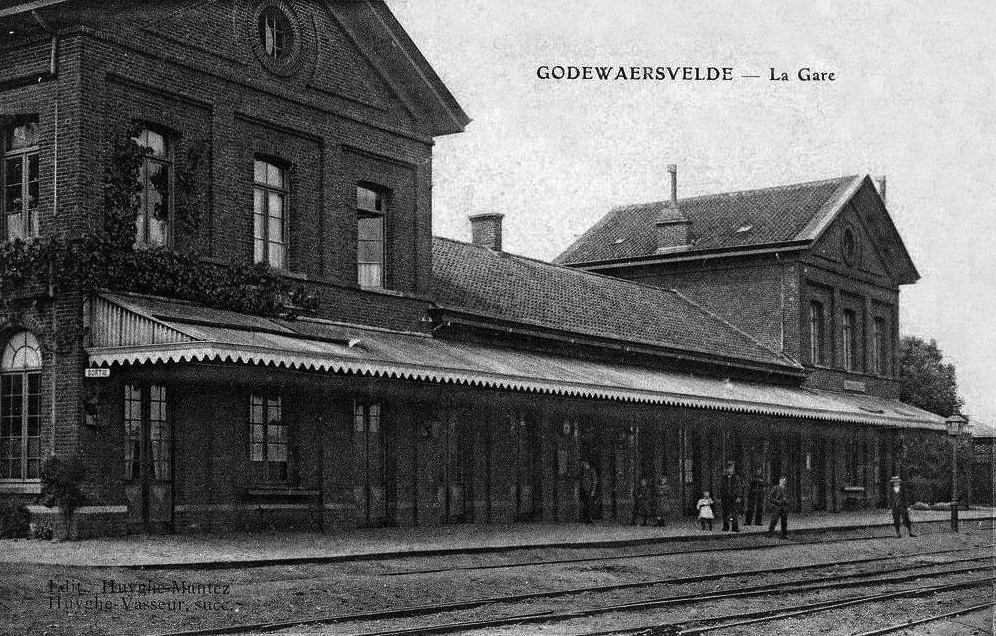
Station Godewaersvelde